# Bluma Zeigarnik
Bluma Zeigarnik (in russo Блюма Вульфовна Зейгарник?, Bljuma Vul'fovna Zejgarnik; Prienai, 9 novembre 1900 – 24 febbraio 1988) è stata una psicologa e psichiatra lituana membro della Scuola di Berlino e del circolo Vygotskij (fondato da Lev Semënovič Vygotskij). 
Bluma Zeigarnik teorizzò l'omonimo effetto Zeigarnik e contribuì a rendere la psicopatologia sperimentale una disciplina autonoma nell'Unione Sovietica nel periodo successivo alla seconda guerra mondiale.

## Vita e carriera
Nata a Prienai nel Governatorato di Kovno da una famiglia di ebrei lituani si iscrisse alla Humboldt-Universität di Berlino nel 1927. Descrisse l'effetto Zeigarnik in un lavoro preparato sotto la supervisione di Kurt Lewin. Durante la seconda guerra mondiale collaborò con Alexander Luria nella cura delle ferite alla testa. Fu cofondatrice del dipartimento di Psicologia dell'università di Mosca e dei seminari in psicopatologia. Morì a Mosca all'età di 87 anni.